# Mary Bell
Mary Flora Bell, född 26 maj 1957 i Newcastle-upon-Tyne, England, var blott elva år gammal när hon dödade två barn, tre och fyra år gamla. Mary och hennes vän Norma hade hittat på en lek som gick ut på att göra så farliga saker som möjligt.

## Marys uppväxt
Marys mamma Betty Bell var prostituerad och använde Mary som något "extra" till trogna kunder. Hennes mamma försökte ta livet av Mary flera gånger genom att bland annat ge Mary tabletter som om det vore godis. Hon behövde magpumpas första gången när hon var ett år. Man vet inte vem Marys far är än idag, men det finns en teori om att Betty blev gravid när hon blev utsatt för incest med sin far. Betty lämnade in Mary ett flertal gånger på ställen för adoption, men tog sedan tillbaka henne och påstod att de hade "tagit" hennes barn.

## Marys offer
Marys första offer blev den fyraåriga Martin Brown. Mary ströp honom den 25 maj 1968 på första våningen i ett rivningshus.
Nio veckor senare fick Mary och Norma med sig treårige Brian ut mot Tin Lizzie i Newcastle. Där ströps han och en del av hans hår klipptes bort med en sax som sedan hittades på platsen, men som inte hade tagits in som bevismaterial. Brian hittades sedan mördad och det framgick i boken "Ohörda rop" av Gitta Sereny att det var Mary som mördat både Brian och Martin. Men vid mordet på Brian var Norma med, men Mary hade "spelat" ledaren.
I slutet av 1968 var det rättegång för båda flickorna, och den då elvaåriga Mary dömdes till livstids fängelse. Hon skickades först till anstalten Red Bank och sedan vidare till kvinnofängelset Styal medan Norma bedömdes oskyldig.
Mary frigavs 1980, 23 år gammal och ändrade identitet kort efteråt.